# Atherigona simplex
Atherigona simplex är en tvåvingeart som först beskrevs av Thomas 1869.  Atherigona simplex ingår i släktet Atherigona och familjen husflugor. Inga underarter finns listade i Catalogue of Life.